# Stenocharta multiplaga
Stenocharta multiplaga är en fjärilsart som beskrevs av Louis Beethoven Prout 1916. Stenocharta multiplaga ingår i släktet Stenocharta och familjen mätare. Inga underarter finns listade i Catalogue of Life.